# Jeroen Brouwers
Jeroen Brouwers (ur. 30 kwietnia 1940 w Dżakarcie, zm. 11 maja 2022 w Maastricht) – holenderski pisarz.

## Życiorys
Po japońskiej agresji na Indonezję i zajęciu przez nich Jawy jako dziecko trafił do japońskiego obozu internowania Tjideng. W 1948 znalazł się w Holandii, gdzie następnie uczył się w katolickich szkołach. Później odbył służbę wojskową, po czym przez kilka lat pracował w dziennikarstwie. W 1964 zadebiutował zbiorem opowiadań Het mes op de keel. W 1967 opublikował psychologiczną powieść Joris Ockeloen en het wachten (Joris Ockeloen i czekanie), za którą otrzymał nagrodę Vijverberga, w 1977 powieść Zonsopgangen boven zee (Wschody słońca nad morzem), w 1981 Bezonken Rood, w której opisywał warunki w japońskim obozie, a w 1984 Winterlicht, een vergeetboek (Zimowe światło, księga zapomnienia). Jest również autorem nowel, w których dokonuje nieustannego obrachunku z własnym życiem, i esejów literackich oraz wierszy. W 1983 napisał głośną monografię De laatste deur (Ostatnie drzwi) o holenderskich pisarzach-samobójcach.